# Ben Rumeon
Ben Rumeon es un deportista neerlandés que compitió en taekwondo. Ganó dos medallas en el Campeonato Europeo de Taekwondo, en los años 1982 y 1984.

## Palmarés internacional
| Campeonato Europeo | Campeonato Europeo | Campeonato Europeo | Campeonato Europeo |
| Año                | Lugar              | Medalla            | Categoría          |
| ------------------ | ------------------ | ------------------ | ------------------ |
| 1982               | Roma (Italia)      | Medalla de bronce  | –52 kg             |
| 1984               | Stuttgart (RFA)    | Medalla de plata   | –52 kg             |